# L'uomo che gridava al lupo
L'uomo che gridava al lupo (The Old Man Who Cried Wolf) è un film per la televisione statunitense del 1970 diretto da Walter Grauman.

## Trama
Alla morte del suo migliore amico, Emile Pulska è convinto che il decesso non sia avvenuto per un infarto ma per delle strane ferite volontarie, ma il suo sospetto non riesce a contagiare nemmeno gli stessi familiari.